# 華沙聯盟協約

華沙聯盟協約的原始文本

1573年1月28日，波蘭議會於華沙召開，通過華沙聯盟協議，保障貴族在國內的信仰自由、不同信仰者間的永久絕對和平，以及提供異教徒與天主教教徒同等的權利及福利。華沙結盟協議被視為是以立法保障宗教寬容的開端，文件的內容在2003年被列入聯合國教科文組織的世界記憶名錄。

## 波蘭的宗教寬容歷史
宗教寬容政策在波蘭具有悠久的傳統，其基石為卡齊米日大帝所頒布的兩份文件：1356年8月30日卡齊米日大帝批准信奉基督一性論的亞美尼亞教會，在文化及行政事務等領域上得保有固有之行為模式、自由與特權。1341年卡齊米日大帝簽下另一份文件，以表對東正教信徒的儀式和習俗的尊重。儘管波蘭宮廷信奉天主教，卡齊米日的態度促使波蘭成為歐洲第一個多信仰國家。
然而，這份對於主張教派分裂者的寬容並未擴及天主教教會內的異端。1424年瓦迪斯瓦夫・雅蓋沃頒布維隆詔令，將胡斯派入罪叛國，但同一時代的東正教貴族與亞美尼亞人，卻能享有與天主教貴族相同的特權。相對於當時西方所盛行的原則，以國家與異教徒關係維提的學說在十五世紀的波蘭逐漸成形，其代表人物為波茲南主教安爵・瓦斯卡什及克拉科夫學院的帕維爾・沃德科維茨。新教改革初期，皇家不斷頒布詔書反對改革，卻從未認真執行。齊格蒙特一世不僅於1525年認可普魯士公國的世俗主義，也是首位認可普魯士路德宗為官方宗教的統治者，同時也保證對天主教信徒寬容。安爵・克日茨基在為1525年的克拉科夫條約辯護時，提出魯塞尼亞人、亞美尼亞人、猶太人和韃靼人與天主教徒在古時曾和平共處，因此當地社群也應為路德宗信徒保留一席之地。
此外，1535年傳入波蘭的再洗禮派及1526年出現在波蘭的門諾派，同樣也享有宗教寬容。唯一在波蘭激起的宗教鬥爭為「焚書焰」事件。1557年 – 1559年間，普魯士城市陸續獲得齊格蒙特・奧古斯特的保證，享有信奉奧古斯堡派的自由；利沃尼亞也在1561年的維爾紐斯協定中獲得同樣的特權，享有國王賦予貴族及中產階級信奉路德宗的自由，同時確保對天主教的寬容。1563年及1568年齊格蒙特・奧古斯特國王陸續廢除了立陶宛大公國內東正教信徒不得擔任最高公職的限制令。除了東正教信徒及亞美尼亞人外，居住於城市及眾多立陶宛農村的韃靼人、猶太人及來自土耳其的卡拉伊姆人在波蘭也都享有宗教寬容。